# João Inácio Padilha
João Inácio Oswald Padilha (Rio de Janeiro, 11 de dezembro de 1950) é um escritor brasileiro.

## Biografia
Padilha começou sua carreira como jornalista no Jornal do Brasil. Mais tarde estudou Diplomacia, concluindo o curso do Instituto Rio Branco em 1979, quando foi nomeado terceiro secretário. Atingiu o posto de ministro de segunda classe em 2003. Em 2006 foi indicado e deferido embaixador do Brasil na República de Botsuana.
Em 1989 publicou pela L&PM o romance Os Corpanzis, ganhando o Prêmio Maurício Rosenblatt na categoria Romance. Em 1998 lançou o livro de contos Bolha de Luzes, pela Companhia das Letras, ganhando o prêmio Jabuti.

## Prêmio Jabuti
Foi vencedor do prêmio Jabuti em 1999, com o livro de contos Bolha de Luzes.